# Пуркињеова ћелија
Пуркињеова ћелија или Пуркињеов неурон (лат. neuronum piriforme)   велики је неурон са мноштвом гранастих наставака из класе ГАБАергичних инхибиторних неурона смештених у  у кори малог мозга. Ове велике ћелије које се налазе код свих бескичмењака, у чијем организму чине функционалне јединице малог мозга, које играју основну улогу у регулацији и координацији моторичких покрета преко ослобађања неуротрансмитера ГАБА (гама-аминобутерна киселина), која делује инхибиторно на одређене неуроне и на тај начин смањује пренос нервних импулса.

## Историја
Пуркињеову ћелију коју је назвао "ганглијско тело"  први је открио и описао 1837. чешки анатом, физиолог и биолог Јан Евангелиста Пуркиње. Овај по први откривени неурони по њему је добила епоним - Пуркињеова ћелија.
Након њеног открића, многи истраживачи су покушали да дешифрују улогу овог неурона. Познати научници Камило Голђи и Сантијаго Рамон и Кахал, посветили су године свог живота проучавању ових ћелија. Захваљујући овим истраживањима, данас владамо сазнањима о анатомији и структури Пуркињеових неурона  и детаљима о његовим специфичним функцијама. 

## Грађа
Пуркињеову ћелију карактерише тело у облику бочице, бројни разгранати дендрити и један дугачки аксон. Оне су  много веће у поређењу са онима у унутрашњем, густо насељеном грануларном слоју малох мозга. Њихова ћелијска тела су интензивно ацидофилна што указује на то да садрже велике количине протеина. 
Иако се Пуркињеове ћелије углавном налазе у кори малог мозга, у којој чине пуркињеовски слој између молекуларног и зрнастог слоја, оне се могу наћи и у миокарду, односно у мишићном делу срца. 
Кора малог мозга се састоји од три слоја:
- спољашњег синаптичког слоја (у коме се назива и молекуларни слој),

- средњег слоја пражњења (Пуркињеов слој),

- унутрашњег рецептивног слоја (грануларни слој).

Ове ћелије спадају међу највеће неуроне у људском мозгу са сложеном дендритском структуром, коју карактерише велики број дендритских бодљи. Пуркињеове ћелије су унутар Пуркињеовог слоја у малом мозгу поређане попут домина наслаганих једна испред друге. Њихови велики дендритски арбори формирају скоро дводимензионалне слојеве кроз које пролазе паралелна влакна из дубљих слојева. Ова паралелна влакна праве релативно слабије ексцитаторне (глутаматергичне) синапсе до бодљи у дендриту Пуркињеове ћелије, док пењајућа влакна која потичу из инфериорног оливарског језгра у медули пружају веома моћан ексцитаторни улаз у проксималне дендрите и ћелијску сому. Паралелна влакна пролазе ортогонално кроз дендритску структуру Пуркињеовог неурона, са до 200.000 паралелних влакана  који формирају синапсу гранула-ћелију са једном Пуркињеовом ћелијом. Свака Пуркињеова ћелија прима приближно 500 синапси пењајућих влакана, која потичу из једног влакна за пењање.  И кошарасте и звездасте ћелије (које се налазе у церебеларном молекуларном слоју) обезбеђују инхибиторни (ГАБАергични) улаз у Пуркињеову ћелију, при чему ћелије синапсирају на почетном сегменту аксона Пуркињеове ћелије а звездасте ћелије на дендритима.

## Активности
Пуркињеови неурони остварују своје дејство у виду електрофизиолошких активности. Натријум и калцијум играју основну улогу у електрофизиолошкој активности Пуркињеових неурона што резуктује правилномј функцијом малог мозга. Поред тога, последњих година откривено је да стимулација влакна за пењање покреће промену активности ћелије, прелазећи из стања мировања у активно и обрнуто (као да је то нека врста дугмета или тастера).
Ова врста активности може се појавити на два различита начина, у зависности од тога да ли су шиљци неурона једноставни или сложени.

### Активност у једноставним шиљцима
Стопа електрофизиолошке активности једноставних шиљака креће се између 17 и 150 Hz. Ова активност се може појавити спонтано или у време када се Пуркињеови неурони активирају паралелним влакнима.

### Активност у сложеним шиљцима
У случају сложених скокова, интензитет се знатно успорава, осцилирајући између 1 и 3 Hz снаге.
Сложени шиљци се разликују по томе што имају дугачки почетни шиљак велике амплитуде, који следи пуцањ високе фреквенције, али са мањом амплитудом. Ови налети електричне активности настају активирањем пењајућих влакана.

## Функција
Пуркињеове ћелије шаљу инхибиторне пројекције до дубоких језгара малог мозга и представљају једини излаз за све моторичке координације у кори малог мозга. Већина Пуркињеових ћелија ослобађа неуротрансмитер  гама-амино-маслачну киселину, која делује инхибиторно на одређене неуроне и на тај начин смањује пренос нервних импулса. Ове инхибиторне функције омогућавају Пуркињеовим ћелијама да регулишу и координишу моторичке покрете.
Сензорни унос из свих врста рецептора преноси се у одређене регионе рецептивног слоја (који се састоји од огромног броја малих неурона па отуда и назив зрнасти) који пројектују аксоне у синаптички слој. Тамо аксони побуђују дендрите Пуркињеових ћелија, који заузврат пројектују аксоне на делове четири суштински језгра која чине вестибуларно језгро унутар четврте коморе мождано стабло. Будући да је већина Пуркињеових ћелија ГАБАергична оне врше снажан инхибиторни утицај на ћелије које примају своје терминале, тако да сав сензорни унос у мали мозак резултује инхибиторним импулсима који се завршавају у дубоким језгрима малог мозга и деловима вестибуларног језгра.

## Клинички значај
Код људи, Пуркињејеве ћелије могу бити оштећене различитим узроцима: 
- Токсичном излагањем, нпр. алкохолу или литијуму,

- Аутоимуним болестима,

- Генетским мутацијам које изазивају спиноцеребеларне атаксије, глутенску атаксију,[7] аутизам, Глутенска атаксија је аутоимуна болест изазвана уносом глутена.[8] Смрт Пуркиње ћелија као резултат излагања глутену је неповратна. Рана дијагноза и лечење исхраном без глутена могу побољшати атаксију и спречити њено напредовање.[9]  Мање од 10% људи са глутенском атаксијом има било какав гастроинтестинални симптом, али око 40% има оштећење црева.[9] На њу отпада 40% атаксија непознатог порекла и 15% свих атаксија.[9]  Неуродегенеративне болести за које се не зна да имају генетску основу, као што је церебеларни тип атрофије вишеструког система или спорадична атаксија.[10][11] Неуродегенеративна болест спиноцеребеларна атаксија типа 1 (СЦА1) је узрокована нестабилном експанзијом полиглутамина унутар протеина Атакин 1. Овај дефект протеина Атакин 1 узрокује оштећење митохондрија у Пуркињејевим ћелијама, што доводи до преране дегенерације Пуркињејевих ћелија.[12] Као последица тога, моторна координација опада и на крају долази до смрти.

Неке домаће животиње могу развити стање у којем Пуркињејеве ћелије почињу да атрофирају убрзо након рођења, што се зове церебеларна абиотрофија. То може довести до симптома као што су атаксија, дрхтање, хиперреактивност, недостатак рефлекса претње, укочен ход или висок ход, очигледан недостатак свести о положају стопала (понекад стајање или ходање са згрченом ногом) и општа неспособност да се одреди простор и растојање. Слично стање познато као хипоплазија малог мозга јавља се када Пуркињејеве ћелије не успеју да се развију у материци или одумру пре рођења.
Генетска стања као што су атаксија телангиектазија и Ниман—Пикова болест тип Ц, као и церебеларни есенцијални тремор, укључују прогресивни губитак Пуркињеових ћелија. 
Код Алцхајмерове болести понекад се примећује патологија кичме, као и губитак дендритских грана Пуркињеових ћелија.
Пуркињејеве ћелије такође могу бити оштећене вирусом беснила јер он мигрира са места инфекције на периферији у централни нервни систем. Инфекција вирусом беснила производи карактеристичне цитоплазматске вирусне инклузије, одосно глатке еозинофилне цитоплазматске инклузије унутар церебеларних Пуркињеових ћелија и хипокампалних пирамидалних неурона.